# Фам Дат
Фам Дат (Пхам Дуат, Фань Тат) (范逸; д/н — 336) — 3-й володар Ліньї в 284—336 роках. Відомий також як Фань І.

## Життєпис
Походив з Першої династії Ліньї. Син правителя Фам Хунга. Посів трон 284 року. Того ж року відправив посольство до цзінського імператора Сима Яня, що свідчило до підвещення статусадержави при китайському дворі.
Ймовірно в період його панування зміцнюються стосунки з Цзінь, чому сприяв перший міністр Фам Ван. Це в свою чергу сприяло розширеню торгівлі з південнокитайськими портами. За часів Фам Дата відбувається економічне піднесення держави.
Помер 336 року. За невідомих обставин владу захопив Фам Ван.